# Corythurus socia
Corythurus socia là một loài bướm đêm trong họ Noctuidae.